# さきどり!PC遊び塾
『さきどり!PC遊び塾』（さきどり ピーシーあそびじゅく）は、1988年10月4日から1989年3月21日までテレビ東京系列局で放送されたテレビゲーム情報番組（ゲーム番組）。放送時間は毎週火曜 18:00 – 18:30（JST）。
提供はハドソン。PCエンジン関連の情報番組の中ではもっともオーソドックスな内容だった。

## 出演者
- 夏木ゆたか
- 武田雅子
- 高橋名人